# Pectenocypris
Pectenocypris ist eine Gattung der Bärblinge (Danionidae). Die Fische leben in kleinen Wasserläufen und Seen in den Süßwasser- bzw. Torfsümpfen der indonesischen Inseln Sumatra und Borneo. Die Fische ernähren sich als Filtrierer.

## Merkmale
Pectenocypris sind kleine, schlanke Fische, die eine Länge von 3,5 bis 4,5 cm erreichen. Von allen anderen Bärblingsarten und Karpfenfischen unterscheiden sie sich durch ihre sehr langen, dicht stehenden und zahlreichen Kiemenrechen (150 bis >200). Ihr unterer Pharyngealkiefer ist dreibeinig, der hintere Ast des Pharyngealkiefers ist gegabelt.

## Arten
Es gibt fünf Arten:
- Pectenocypris balaena	Roberts, 1989
- Pectenocypris korthausae Kottelat, 1982, Typusart
- Pectenocypris micromysticetus	Tan & Kottelat, 2009
- Pectenocypris nigra Wibowo, Ahnelt & Kertamihardja, 2016
- Pectenocypris rubra Ahnelt, Wibowo & Prianto, 2019

## Belege
1. 1 2  Arif Wibowo, Harald Ahnelt, Endi S. Kertamihardja: Pectenocypris nigra, a new danionine species (Teleostei: Cyprinidae: Danioninae) from Sumatra (Indonesia). Acta Biologica Turcica v. 29 (no. 4): 137-142.
2. ↑  Harald Ahnelt, Arif Wibowo, Eko Prianto: A new species of Pectenocypris (Teleostei: Cyprinidae) from peat swamps in Sumatra. Vertebrate Zoology 70(1):1–8, Januar 2020, DOI:10.26049/VZ70-1-2020-01
3. ↑  Pectenocypris auf Fishbase.org (englisch)